# اشراف جاز

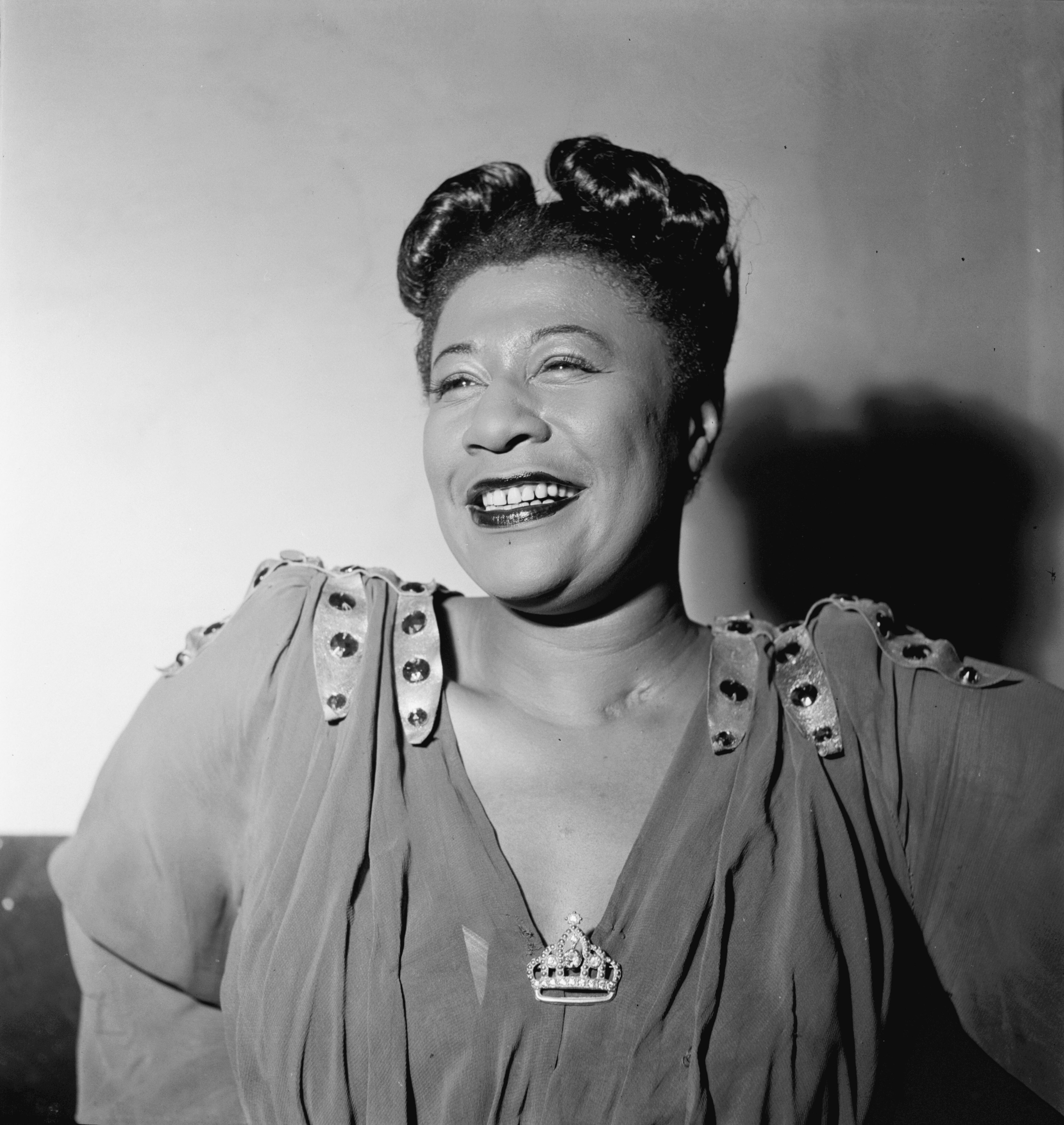
خوانندهٔ جاز الا فیتزجرالد با لقب «ملکهٔ جاز» شناخته می‌شد.

اَشراف جاز (انگلیسی: Jazz royalty) اصطلاحی است که به گروهی از موسیقی‌دانان جاز اطلاق می‌شود که به‌سبب استعداد موسیقایی فوق‌العاده‌شان، به‌طور غیررسمی القاب افتخاری، «اشرافی» یا سلطنتی دریافت کرده‌اند. این رسم که نام موسیقی‌دانان جاز را با لقب‌های افتخاری همراه می‌کرد، به نیواورلئان در آغاز سدهٔ بیستم بازمی‌گردد؛ زمانی که هنوز این سبک به‌طور گسترده «جاز» نامیده نمی‌شد.

## تاریخچه
در نیویورک در دههٔ ۱۹۲۰، پل وایتمن با عنوان «پادشاه جاز» معرفی می‌شد. گروه محبوب او با ضبط‌های پرفروشش، شاید بیشتر موسیقی عامه‌پسند با تأثیر از جاز می‌نواخت تا خودِ جاز به‌معنای دقیق. با این حال، با وجود نارضایتی بسیاری از هواداران بعدی جاز، این لقب خودساختهٔ وایتمن جا افتاد، و فیلمی با نام سلطان جاز با بازی وایتمن و گروهش در سال ۱۹۳۰ منتشر شد. لقب «پادشاه جاز» در واقع ترفند تبلیغاتی‌ای در سال ۱۹۲۳ بود که توسط یک شرکت سازسازی، که وایتمن از آن حمایت می‌کرد، رواج یافت.

## القاب

### پادشاه
- شاه بولدن: بادی بولدن[۳]
- پادشاه سوینگ: بنی گودمن[۴]
- کینگ آلیور (جوزف ناتان آلیور)
- نت کینگ کول (ناتانیل آدامز کولز)
- شاه لذت (کلرنس بیکس)

### ملکه
- ملکهٔ سوینگ: میلدرد بیلی
- ملکهٔ جاز: الا فیتزجرالد[۵]
- امپراتریس بلوز: بسی اسمیت[۶]
- ملکهٔ جاز مالزی: شیلا مجید[۷]
- ملکهٔ جاز فیلیپینی: کیتی دلا کروز[۸]

### دیگر القاب
- شاهزادهٔ تاریکی: مایلز دیویس[۹][۱۰]
- مهاراجهٔ کیبورد: اسکار پترسون[۱۱]
- دوک: دوک الینگتون
- شاهزادهٔ خونسردی: چت بیکر
- بارونس جاز: پانونیکا دی کونیگزوارتر
- کُنت: کاونت بیسی
- لیدی دی: بیلی هالیدی
- سناتور: یوجین رایت[۱۲]
- سفیر: لویی آرمسترانگ[۱۲]
- پرز (مخفف پرزیدنت،‌رئیس‌جمهور): لستر یانگ[۱۳]